# Соколова, Татьяна Алексеевна
Татьяна Алексеевна Соколова (1934—2021) — советский и российский учёный физико-географ и геолог-геохимик, специалист в области почвоведения и минералоги, доктор биологических наук, профессор, заслуженный профессор МГУ (1995). Лауреат Премии имени М. В. Ломоносова (2010).

## Биография
Родилась 26 августа 1934 года в Ленинграде в семье профессора А. А. Роде.
С 1951 по 1956 год обучалась на кафедре географии почв географического факультета и с 1962 по 1967 год на вечернем отделении кафедры кристаллографии и рентгеноструктурного анализа геологического факультета Московского государственного университета имени М. В. Ломоносова, по окончании которых получила две специализации: физико-географ и геолог-геохимик.
С 1956 по 1969 год на научно-исследовательской работе в Почвенном институте имени В. В. Докучаева в качестве младшего и старшего научного сотрудника. С 1969 по 2021 год на научно-педагогической работе в факультете почвоведения Московского государственного университета в качестве: ассистента, доцента и с 1984 года — профессора кафедры химии почв, где читала курсы лекций по темам связанным с  «Кинетикой почвенных и почвенно-химических процессов», «Калийными состояниями почв»,  «Химическими основами мелиорации кислых почв», «Методов исследования твёрдой фазы почвы», «Сорбционными свойствами почв», «Глинистых минералов в почвах», «Почвенной кислотности и кислотно-основной буферности почв», «Изменение почв под влиянием кислых осадков». 

### Научно-педагогическая деятельность и вклад в науку
Основная научно-педагогическая деятельность Т. А. Соколовой была связана с вопросами в области  почвоведения и и минералоги. Т. А. Соколова  занималась исследованиями в области вопросов химии и минералогии почв, ей были обобщены данные по составу и содержанию  глинистых минералов в зональном ряду почв. С 1956 года Т. А. Соколова была избрана действительным членом Всесоюзного общества почвоведов при АН СССР. Являлась членом Специализированного совета по защите диссертаций при Институте лесоведения РАН и факультете почвоведения МГУ, членом редакционной коллегии журналов «Почвоведение» и «Вестник МГУ».
В 1964 году защитила диссертацию на соискание учёной степени кандидат географических наук по теме: «Минералогический состав горно-таежных почв Восточного Забайкалья», в 1981 году — доктор биологических наук по теме: «Глинистые минералы в почвах гумидных областей СССР». В 1990 году ВАК СССР ей было присвоено учёное звание профессор, в 1995 году ей было присвоено почётное звание — заслуженный профессор МГУ. Т. А. Соколовой было написано более двухсот пятидесяти научных трудов, в том числе монографий. Под её руководством было выполнено более тридцати двух кандидатских и докторских диссертаций.
Скончалась 23 апреля 2021 года в Москве.

## Основные труды
- Почвы на изверженных породах горно-таежной зоны Восточного Забайкалья. - Москва, 1963. — 164 с.
- Глинистые материалы в почвах гумидных областей СССР. - Москва, 1980. — 470 с.
- Высокодисперсные минералы в почвах и их роль в почвенном плодородии / Т. А. Соколова. - М. : Изд-во МГУ. — 1985
- Глинистые минералы в почвах гумидных областей СССР / Т. А. Соколова ; ответственный редактор д-р. с.-х. наук проф. Р. В. Ковалев. - Новосибирск : Наука. Сибирское отделение, 1985. — 252 с.
- Калийное состояние почв, методы его оценки и пути оптимизации / Т. А. Соколова; МГУ им. М. В. Ломоносова. - М. : Изд-во МГУ, 1987. — 47 с.
- Глинистые минералы в почвах Сихотэ-Алинского биосферного заповедника / Е. В. Бызова, Т. А. Соколова; АН СССР, Дальневост. отд-ние, Биол.-почв. ин-т. - Владивосток : ДВО АН СССР, 1989. — 34 с.
- Химические основы мелиорации кислых почв / Т. А. Соколова; МГУ им. М. В. Ломоносова, Фак. почвоведения. - М. : Изд-во МГУ, 1993. — 180 с. — ISBN 5-211-02754-X
- Изменение почв под влиянием кислотных выпадений / Т. А. Соколова, Т. Я. Дронова; МГУ им. М. В. Ломоносова, Фак. почвоведения. - М. : Изд-во МГУ, 1993. — 64 с. — ISBN 5-211-02935-6
- Взаимодействие лесных суглинистых подзолистых почв с модельными кислыми осадками и кислотно-основная буферность подзолистых почв / Соколова Т.А., Дронова Т.Я., Толпешта И.И., Иванова С.Е. - М. : Изд-во Моск. ун-та, 2001. — 207 с. — ISBN 5-211-04498-3
- Глинистые минералы и калийное состояние степных почв Западного Забайкалья / Т. И. Абидуева, Т. А. Соколова ; Рос. акад. наук, Сиб. отд-ние, Байк. ин-т природопользования, М-во образования и науки Рос. Федерации, Федер. агентство по образованию, Моск. гос. ун-т им. М. В. Ломоносова. - Новосибирск : Изд-во СО РАН, 2005. — 99 с. — ISBN 5-7692-0796-5[5]

## Награды, звания
- Медаль «Ветеран труда» (1990)
- Премия имени М. В. Ломоносова за педагогическую деятельность (2010)[1][2][3]